# Aeroportul Malindi
Aeroportul Malindi (IATA: MYD, ICAO: HKML) este un aeroport din Malindi, Provincia de Coastă, Kenya ce deservește zona Malindi. A fost deschis în 1984 și numit după zona deservită.
Situat la o altitudine de 24 m, aeroportul dispune de o singură pistă. Este operat de Kenya Airports Authority⁠(d).